# Antillea pelops
Antillea pelops är en fjärilsart som beskrevs av Dru Drury 1773. Antillea pelops ingår i släktet Antillea och familjen praktfjärilar. Inga underarter finns listade i Catalogue of Life.